# Световна здравна организация
Световната здравна организация (СЗО, на английски: World Health Organization, WHO; на френски: Organisation mondiale de la santé, OMS) е специализирана агенция на Организацията на обединените нации (ООН), която функционира като координиращ орган на международното здравеопазване. Учредена е на 7 април 1948 г., с централа в Женева, Швейцария и наследява мандата и ресурсите на Здравната организация, която е агенция на Обществото на народите (ОН).
Целите на СЗО са постигане на възможно най-високо здравно равнище на всички народи. Здраве, според дефиницията дадена в конституцията на СЗО, означава не просто липса на болести и недъзи, а цялостно физическо, психическо и социално благосъстояние.

## Предистория
Идеята за установяване на международен орган, който да следи за проблемите на общественото здраве, се заражда с формирането на законите на международното право в края на XIX и началото на XX век. На 9 декември 1907 г. в Рим е сключена конвенция за създаване на Международната организация на здравеопазването от правителствата на Обединеното кралство, Белгия, Бразилия, Испания, Съединените американски щати, Франция, Италия, Холандия, Португалия, Русия, Швейцария и Египет. Тази организация се състои от представители на подписалите страни.

## Учредяване и история

### Създаване
Здравната организация на Обществото на народите е създадена след Първата световна война, в рамките на самата организация. Според завета на Обществото, тя трябва „да полага усилия за предприемането на стъпки по въпроси от международно значение за превенция и контрол на болестите, дори и в случаи на тежко човешко страдание.“. Усилията са възпрепятствани от Втората световна война, по време на която Администрацията за помощ и възстановяване на ООН също играе роля в международните здравни инициативи. По време на конференцията на ООН за Международната организация, препоръките по здравните въпроси са заложени в Хартата на Обединените нации и е приета декларация, че ще бъде основан международен здравен орган.
През февруари 1946 г., Икономическият и социален съвет на Организацията на обединените нации помага за проекта на устава на новия орган. Използването на думата световна, а не международна, подчертава наистина глобалния характер на това, което организацията се стреми да бъде. Уставът на Световната здравна организация е подписана от всички 61 страни на Организацията на обединените нации на 22 юли 1946 г. По този начин тя става първата специализирана агенция на Обединените нации, в която се записани всички нейни членове. Уставът ѝ официално влиза в сила на първия Световен ден на здравето на 7 април 1948 г. Първата среща на Световната здравна асамблея завършва на 24 юли 1948 г., осигурявайки бюджет от 5 млн. долара за 1949 година. Андрия Стампар е първият президент на Асамблеята. Първите приоритети са да се контролира разпространението на маларията, туберкулозата и полово предаваните инфекции, и да се подобрят майчиното и детското здраве, хигиената на храненето и на околната среда. Първият законодателен акт е относно съставянето на точни статистически данни за разпространението и броя на заболяванията. Логото на Световната здравна организация включва жезъла на Асклепий като символ на изцелението.

### История
СЗО създава епидемиологична информационна служба чрез телексни съобщения през 1947 г., а от 1950 г. започва масова ваксинация против туберкулозата (с помощта на БЦЖ ваксина). През 1955 г. стартира програма за ликвидиране на маларията, макар че по-късно нейните цели са променени. През 1965 г. излиза първия доклад относно диабета и е създадена Международната агенция за изследване на рака. През 1966 г. СЗО се мести в сградата на седалището си. През 1974 г. започва Разширената програма за имунизиране, както и Програмата за контрол на онкоцеркозата – важно партньорство между Организацията по прехрана и земеделие, Програмата на ООН за развитие и Световната банка. През следващата година започва Специалната програма за научни изследвания и обучение за тропически болести. През 1976 г. Световната здравна асамблея гласува за приемането на резолюция за профилактика и рехабилитация на хората с увреждания. Първият списък на основни лекарства е изготвен през 1977 г., а година по-късно е обявена амбициозната цел „Здраве за всички“. През 1986 г. СЗО започва глобална програма за нарастващия проблем от СПИН, а Обединената програма на ООН против СПИН е основана през 1996 г. Инициативата за глобално премахване на полиомиелита е създадена през 1988 г.
През 1958 г., Виктор Жданов, съветски учен, работещ в Института по вирусология „Д. И. Ивановски“, призовава Световната здравна асамблея да предприеме глобална инициатива, за да изкорени едрата шарка, в резултат на което се появява Резолюция WHA11.54. По това време, 2 милиона души умират от едра шарка всяка година. През 1967 г. Световната здравна организация засилва усилията си по глобалното ликвидиране на едрата шарка, като внася 2,4 милиона долара годишно и приема нов метод за наблюдение на болестите. Първоначалният проблем, който екипа на СЗО е изправен, е непълното докладване на случаите на едра шарка. СЗО създава мрежа от консултанти, които помагат на страните, установявайки дейностите по наблюдение и ограничаване по места. СЗО също помага за сдържането на последната епидемия в Европа (епидемията от едра шарка в Югославия през 1972 г.). След повече от две десетилетия на борба с едрата шарка, СЗО обявява през 1980 г., че болестта е отстранена – първата болест в историята, премахната от човешките усилия.
България членува в СЗО от 1948 г.

## Мисия
Като координатор на международното сътрудничество в областта на здравеопазването СЗО изпълнява програми за:
- подобряване на здравните услуги,
- премахване на острите заразни заболявания,
- опазване на околната среда,
- укрепване на професионалното сдружаване,
- стимулиране на научните изследвания,
- оказване помощ в откриването на нови храни и лекарства.
- работи заедно с УНИЦЕФ за световни компании по имунизация. в центъра на интереса ѝ е борбата със СПИН, спонсорира изследвания за борбата с рака, насърчава превенциите на смъртността в резултат на тютюнопушенето.

Основната дейност на СЗО е борбата с болести, най-вече ключови инфекциозни болести, и подобряването на общото здравословно състояние на народите по света. СЗО също координира международните усилия за контрол на огнища на инфекциозни заболявания като ТОРС, малария, туберкулоза, свински грип и СПИН. За борба с тях са създадени програми за разработване и разпространение на ваксини.
След няколко години борба с едрата шарка СЗО обявява през 1979 г., че болестта е изкоренена – първата болест в историята напълно елиминирана чрез човешки планувани действия. СЗО е близо до успешното създаване на ваксини срещу малария и шистосомиаза, и планира да изкорени детския паралич в следващите няколко години.

### Борба със заразните болести
Две от тринадесетте области, свързани със заразните болести са: първо, намаляване на здравната, социалната и икономическата тежест на заразните заболявания по принцип, и второ – борбата със СПИН, маларията и туберкулозата.
По отношение на СПИН, СЗО работи в рамките на програмата на ООН. Тя също така се стреми да включва части от гражданското общество, в помощ на справянето с икономическите и социалните ефекти на болестта. В съответствие с програмата, СЗО си поставя за междинна задача между 2009 и 2015 г. намаляване на броя на заразените на възраст между 15 – 24 години с 50%, намаляване на новите случаи на заразяване с ХИВ при децата с 90% и намаляване на смъртните случаи, свързани с ХИВ с 25%.
Въпреки че СЗО отменя ангажимента си към глобалната кампания за ликвидиране на маларията през 1970 г. като твърде амбициозен, тя запазва ангажимента си за контрол на маларията. Програмата на СЗО за контрол на маларията работи, за да следи случаите на малария и бъдещи проблеми, свързани с болестта. СЗО трябва да докладва, вероятно през 2015 г., дали RTS,S/AS01, в областта на научните изследвания, е надеждна противомаларийна ваксина. За предотвратяване на разпространението на малария се използват третирани с инсектициди мрежи против комари и инсектицидни спрейове, както и противомаларийни лекарства – особено за по-уязвимите хора, например бременни жени и малки деца.

### Данни и публикации
Организацията разчита на приносите на известни учени и специалисти, като например Експертния комитет за биологична стандартизация към СЗО, Експертния комитет на СЗО по въпросите на проказата, и Проучвателната група на СЗО. Световната здравна организация също така работи и върху глобални инициативи в хирургията, включително спешната помощ и основните хирургични грижи, грижи при травми, и безопасни операции. Контролният хирургичен списък за безопасност на СЗО се използва в световен мащаб в усилията за подобряване на безопасността на пациентите.
Организацията разработва и насърчава използването на средства, основани на доказателства, на норми и стандарти в подкрепа на държавите членки да информират за възможностите на здравната политика. СЗО следи за изпълнението на Международната медицинско-санитарна наредба и публикува поредици с медицинска класификация – три от тях надхвърлят рамките на „справочни класификации“: Международната статистическа класификация на болестите (ICD), Международната класификация на функционирането, уврежданията и здравето (ICF) и Международната класификация на здравните дейности (ICHI). Други международни рамкови политики на СЗО включват Международния кодекс за маркетинг на заместителите на кърмата (приет през 1981 г.), Рамковата конвенция за контрол на тютюна (приета през 2003 г.) и Световния кодекс на практиките за международно набиране на здравен персонал (приет през 2010 г.). СЗО редовно публикува Световен здравен доклад, своята водеща публикация, включваща експертни оценки на конкретни теми за световното здраве. Други публикации на СЗО са „Бюлетин на Световната здравна организация“, „Източносредиземноморски здравен журнал“, „Човешки ресурси за здраве“ (публикуван в сътрудничество с „BioMed Central“) и „Панамериканския журнал за обществено здраве“.

## Структура
Членове на СЗО са 191 от държавите членки на ООН, островите Кук и Ниуе.
Недържавните територии на държавите членки на ООН, могат да се присъединят като асоциирани членове (с пълна информация, но ограничено участие и право на глас), ако са одобрени посредством гласуване на асамблеята. Пуерто Рико и Токелау са асоциирани членове.
Следните държави и образувания получиха статут на наблюдатели: Палестина (наблюдател в ООН), Светия престол (наблюдател в ООН), Орден на Малта (наблюдател в ООН) и Китайско Тайпе (наблюдател в ООН).
Държавите, които не са членове на СЗО са Лихтенщайн и останалите държави с ограничено дипломатическо признание.
Държавите-члени на СЗО назначават делегации за Световната здравна асамблея, които представляват върховен орган за вземане на решения на СЗО. Всички държави членки на ООН имат право на членство в СЗО и съгласно уеб сайта на СЗО „Други държави могат да бъдат признати за членове, когато кандидатурите им са одобрени чрез гласуване с обикновено мнозинство на Световната здравна асамблея.“
Срещите на асамблеята на СЗО обикновено се провеждат през месец май, всяка година. В допълнение към назначаването на генералния директор на всеки пет години, Асамблеята разглежда финансовата политика на Организацията и преглежда и одобрява предложения програмен бюджет. Събранието избира за 3 години 34 членове на изпълнителния съвет, технически квалифицирани в областта на здравеопазването. Основните функции на съвета са изпълнение на решенията и политиката на Асамблеята, да я съветват, и да улесняват работата ѝ като цяло.
Световната здравна организация се финансира от вноски на страните-членки и дарители. През последните години, работата на СЗО включва разширяване на сътрудничеството с външни организации; има около 80 партньорства („служебните отношения“ и „работни отношения“), с неправителствени организации и фармацевтичната промишленост, както и с фондации, като например фондацията на Бил и Мелинда Гейтс, както и Рокфелеровата фондация. Доброволни дарения към СЗО от националните и местни управления, фондации и неправителствени организации, други организации на ООН, така и в частния сектор, надвишават тези на определените вноски (такси) от 193-те държави членки.
В допълнение към държавите-наблюдатели и организациите изброени по-горе, организациите-наблюдатели на ООН ICRC и IFRCRCS са влезли в „служебните отношения“ със Световната здравна организация и са поканени като наблюдатели. В Световната здравна асамблея те са редом с други неправителствени организации.

### Регионални бюра
- Регионално бюро за Африка (AFRO)I, с център в Бразавил, Република Конго. AFRO включва по-голямата част от Африка, с изключенуие на Египет, Судан, Тунис, Либия, Сомалия и Мароко, които са част от EMRO.[41]
- Регионално бюро за Европа (EURO Архив на оригинала от 2010-05-21 в Wayback Machine.), с център в Копенхаген, Дания.
- Регионално бюро за Югоизточна Азия (SEARO), с център в Делхи, Индия. Северна Корея се обслужва от SEARO.
- Регионално бюро за Източното Средиземноморие (EMRO), с център в Кайро, Египет. EMRO включва страните от Африка, и по-специално в Магреб, които не са включени в AFRO, както и страните от Близкия изток, с изключение на Израел. Пакистан се обслужва от EMRO.
- Регионално бюро за западния Тихи океан (WPRO), с център в Манила, Филипини. WPRO обхваща всички азиатски страни, които не обслужват от SEARO и EMRO, и всички страни в Океания. Южна Корея се обслужва от WPRO.
- Регионално бюро за Северна и Южна Америка (AMRO), с център в Вашингтон, САЩ. По-известно е като Панамериканска здравна организация (ПЗО). Тъй като тя предхожда създаването на СЗО, ПЗО е далеч от най-автономния от всички 6 регионални бюра.

### Финансиране и партньорство
Световната здравна организация се финансира чрез вноски от държавите членки и външни спонсори. Към 2012 г., най-големите годишни вноски от държавите членки идват от САЩ ($ 110 милиона), Япония ($ 58 млн.), Германия ($ 37 млн.), Великобритания ($ 31 милиона) и Франция ($ 31 млн.). Общият бюджет за 2012 – 2013 г. е на обща стойност от $ 3,959 млн., от които $ 944 милиона (24%) идват от определените вноски. Това представлява значителен спад в сравнение с предходния бюджет за разходи от 2009 – 2010 г. Доброволните вноски са на стойност $3015 млн. (76%), от които 800 милиона долара са отделени за гъвкаво финансиране, а остатъка е обвързан с конкретни програми или цели.
През последните години работата на СЗО включва увеличаване на сътрудничество с външни органи. Към 2002 г., 473 неправителствени организации имат партньорства със Световната здравна организация. 189 партньорства са с международни неправителствени организации в официални „служебни отношения“ – останалата част се считат за неформални по характер. Сред партньорите са фондациите „Бил и Мелинда Гейтс“ и „Рокфелер“.

## Посланици на добра воля на СЗО
- Лия Кебеде, фотомодел, Етиопия
- Йохеи Сасакава, председател на Nippon Foundation, Япония
- Силви Вартан, поппевица, Франция
- Виенският филхармоничен оркестър, Австрия

## Полемики и критика

### Грипна епидемия от 2009
През април 2009, е обявена епидемия на грипния вирус H1N1 от д-р Маргарет Чан.
По време на постепидемичния период, критиците твърдят, че СЗО преувеличава опасността, разпространява „страх и объркване“, а не „незабавна информация“. Експертите контрират, че пандемията от 2009 е довела до безпрецедентно сътрудничество в световен мащаб между здравните власти, учени и производители, в резултат на което е даден „най-изчерпателния отговор на пандемията, предприеман някога, с голям брой ваксини, одобрени за употреба три месеца след обявяването на пандемията“. Този отговор е възможен единствено поради добрата подготовка, предприета през последното десетилетие.